# Maria Renata Singer von Mossau
Maria Renata Singer von Mossau (* 27. Dezember 1679 in Niederviehbach bei Dingolfing; † 21. Juni 1749 in Höchberg) war eine deutsche Ordensgeistliche. Sie war Subpriorin des Klosters Unterzell, das letzte Opfer der Hexenverfolgungen im Hochstift Würzburg und vermutlich letzte als Hexe angeklagte Frau Frankens.

## Leben
Maria Renata Singer aus dem Adelsgeschlecht der Singer von Mossau wurde als Tochter eines kaiserlichen Offiziers geboren. Mitte Mai 1699 wurde sie von ihrer Mutter als 20-Jährige als Nonne in das Kloster Unterzell bei Würzburg gebracht. Nach einer zweijährigen Probezeit und aufgrund ihres lobenswerten Verhaltens erhielt sie die wirtschaftliche Aufsicht über das Kloster, wurde mit der Rangbezeichnung der Subpriorin ausgezeichnet und half beim Küsterdienst.
Ab 1738 kippte die Stimmung und im Kloster Unterzell herrschten vermutlich wegen ihres Fleißes Neid und Missgunst, weshalb ihr ihre Katzen weggenommen wurden und sie fortan für sämtliche schlechte Vorkommnisse innerhalb des Ortes Zell am Main verantwortlich gemacht wurde. Als 1744 sechs Fälle von Besessenheit auftraten, verstärkten sich die Gerüchte, Singer sei der Hexerei schuldig. Sie soll durch Zauber und Wurzeln bzw. Kräuter laut den Prozessakten bei mehreren ihrer Mitbewohnerinnen des Klosters mit Schmerzen verbundene Krankheiten und Befall mit „höllische Geistern“ bewirkt haben. 1749 kamen Vermutungen hinzu, sie sei mondsüchtig, weshalb sie eines Nachts von einer Ordensschwester mit einem Disciplinenhieb (Gerät zum Kasteien, eine Art Peitsche) in das Gesicht attackiert wurde. Daraufhin folgte im Januar des gleichen Jahres die Verhaftung und die Anklage wegen Hexerei.
Im Februar 1749 gestand Maria Renata bei einem klösterlichen Verhör durch Ordensschwestern, seit Jahren eine Hexe gewesen zu sein. Dieses Geständnis ermöglichte es dem zuständigen Abt von Oberzell, Oswald Loschert, ein weltliches Gericht zu beauftragen. Nach weiteren Verhören unter dem hochfürstlich würzburgischen Hof- und Konsistorialrat Friedrich Ebenhöch mit den Anklagepunkten Erlernen der Hexerei, Schließen eines Teufelsbündnisses, Verrichten von Schadenzauber, Beiwohnen bei Hexenversammlungen, Schließen einer Teufelsbuhlschaft, Verunehrung geheiligter Hostie und des Mäusemachens erklärte sie sich in allen Punkten für schuldig. Danach soll sie zusätzlich noch von einem geistlichen Gericht verhört worden sein, bis dieses am 28. Mai ein Urteil fällte, welches unter anderem auch auf ein Gutachten der Medizinischen Fakultät gestützt war. Bei darauffolgenden weiteren Verhören soll sie die Namen zweier anderer Hexen genannt haben. Während der Verhandlungen war sie auf der Festung Marienberg inhaftiert. Als Belastungszeugen im Prozess traten auch die am Juliusspital tätigen Würzburger Medizinprofessoren Georg Ludwig Hueber und Andreas Joseph Rügemer (geboren 1718 in Würzburg, promoviert 1743 bei Franz Joseph von Oberkamp, Professor ab 1748, emeritiert 1769, gestorben 1779) sowie Johann Martin Anastasius Orth (1676–1755) und Lorenz Anton Dercum auf.
Am 21. Juni 1749 wurde das Endurteil, die lebendige Verbrennung auf dem Scheiterhaufen öffentlich verkündet. Durch das Wirken des Würzburger Fürstbischofs Karl Philipp von Greiffenclau zu Vollrads wurde das Urteil zur Enthauptung und anschließender Verbrennung abgemildert. Wegen der körperlichen Entkräftigung wurde Maria Renata auf einem Stuhl zum Richtplatz der mittleren Bastei bei Höchberg gebracht, wo sie zwischen acht und neun Uhr morgens auf einem aufgeschütteten Sandplatz hingerichtet wurde. Ihr Kopf wurde als Abschreckung zur Stadt Würzburg hin auf einem Pfahl aufgerichtet, der restliche Körper im Hexenbruch verbrannt.

## Historische Bedeutung
Der Hexenprozess gegen Maria Renata Singer von Mossau gehörte neben dem Verfahren gegen Sophia Agnes von Langenberg zu den wenigen, in denen eine Geistliche als Hexe öffentlich angeklagt und auch hingerichtet wurde.

## In der Kunst
Erich Kunkel verarbeitete das Leben der Subpriorin zu seinem Theaterstück Maria Renata, das 2004 in Würzburg uraufgeführt wurde.
Am Schauplatz der Ereignisse in Kloster Unterzell wurde am 18. Juli 2019 das Theaterstück Herr, öffne meine Lippen des aus Gerolzhofen stammenden unterfränkischen Schriftstellers Roman Rausch aufgeführt.